# La-Platameesstekelstaart
De La-Platameesstekelstaart (Leptasthenura platensis) is een zangvogel uit de familie Furnariidae (ovenvogels).

## Verspreiding en leefgebied
Deze soort komt voor in het zuidelijke deel van Zuid-Amerika in Argentinië, Uruguay, zuidelijk Paraguay en zuidelijk Brazilië.

## Status
De grootte van de populatie is niet gekwantificeerd maar de soort wordt omschreven als schaars. Op de Rode lijst van de IUCN heeft deze soort de status niet bedreigd.